# Inga longifoliola
Inga longifoliola är en ärtväxtart som beskrevs av John Macqueen Cowan. Inga longifoliola ingår i släktet Inga och familjen ärtväxter. Inga underarter finns listade i Catalogue of Life.